# Slavkovce
Slavkovce (in ungherese Szalók) è un comune della Slovacchia facente parte del distretto di Michalovce, nella regione di Košice.